# Hubert Hammerer
Hubert Hammerer (ur. 10 września 1925 w Egg, zm. 24 marca 2017 tamże) – austriacki strzelec sportowy. Złoty medalista olimpijski z Rzymu.
Specjalizował się w strzelaniu z karabinu małokalibrowego i dowolnego. Brał udział w dwóch igrzyskach (IO 60, IO 64). W 1960 triumfował w karabinie dowolnym na dystansie 300 metrów w konkurencji trzy postawy. W 1964 był chorążym reprezentacji Austrii podczas ceremonii otwarcia igrzysk.